# Volksdeutsche Bewegung in Liechtenstein

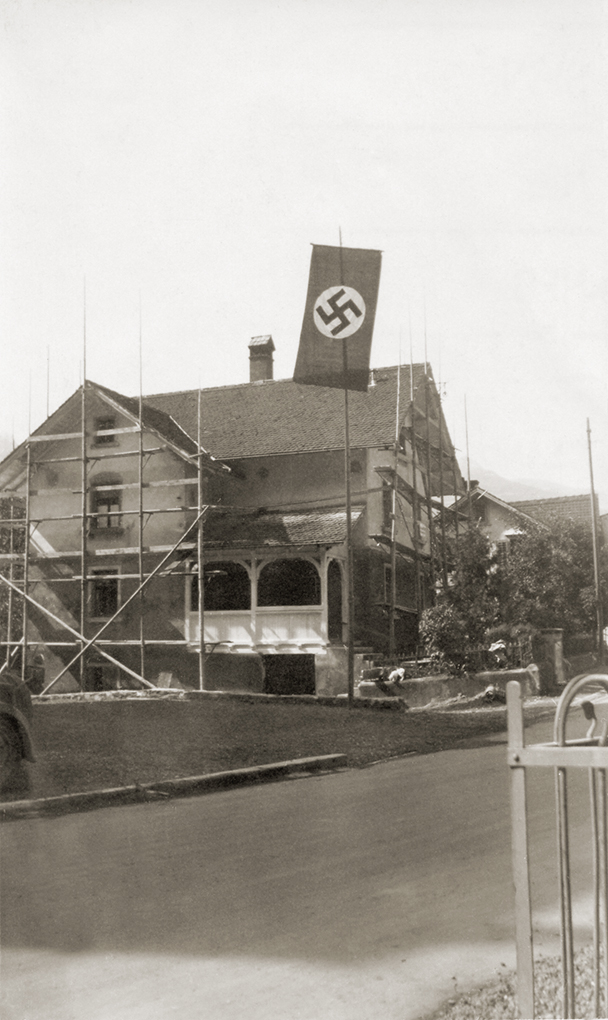
Hakenkreuzflagge in Vaduz (um 1938)

Die Volksdeutsche Bewegung in Liechtenstein (VDBL) war eine nationalsozialistische politische Partei, die während der 1930er und 1940er Jahre im Fürstentum Liechtenstein aktiv war. Ihr Publikationsorgan war die Zeitung Der Umbruch.

## Ideologie
Ziel der VDBL war die Eingliederung Liechtensteins in das Grossdeutsche Reich, was sie nach dem Anschluss Österreichs 1938 besonders nachdrücklich vertrat, unter anderem über ihre Parteizeitung Der Umbruch. Des Weiteren beabsichtigte die Partei, mit ihrer Parole «Liechtenstein den Liechtensteinern!», die Loyalität der Liechtensteiner zum regierenden Fürsten Franz Josef II. auf populistische Weise zu untergraben.

## Geschichte
Am 24. März 1939 kam es in Liechtenstein zu einem Putschversuch der Nationalsozialisten. Grenzpolizeikommissariatleiter Joseph Schreieder von der Grenzpolizei Bregenz musste anschliessend gemeinsam mit dem Landrat in Feldkirch Ignaz Tschofen und dem Landesstatthalter von Vorarlberg Rudolf Kopf an einer Besprechung mit dem liechtensteinischen Regierungschef Josef Hoop teilnehmen, da SA-Einheiten aus Vorarlberg nach Liechtenstein vordringen wollten. Die drei Vertreter des NS-Staates mussten zusagen, solches zu verhindern.
Mit der Vereitelung einer Teilnahme der VDBL an den Wahlen von 1939 durch eine Absprache der grossen Parteien, den genauen Wahltermin geheim zu halten (sogenannte Stille Wahlen), sowie den einschneidenden Sympathieverlusten für die Volksdeutsche Bewegung nach Ausbruch des Zweiten Weltkriegs verloren die Liechtensteiner Nationalsozialisten ihren gesamten politischen Einfluss, was schliesslich zur Auflösung der Partei führte.

## Bekannte Mitglieder
- Alfons Goop (1910–1993)[2]
- Martin Hilti, 1941 Mitbegründer der Hilti-Gruppe, war ein sehr prominentes Mitglied der VDBL. Er war 1941 freiwillig der Waffen-SS beigetreten.[3] Von Oktober 1940 bis Ende 1942 war Hilti verantwortlicher «Schriftleiter» des VDBL-Kampfblattes Der Umbruch.
- Franz Roeckle (Unternehmer) (1919–2005) war der Neffe des an der Rotter-Entführung beteiligten Franz Roeckle (Architekt), in dessen Haushalt er seit Ende der 1920er Jahre auch aufgewachsen war. Er wurde im März 1943 Nachfolger von Hilti als Schriftleiter des Umbruch.[4]
- Sepp Ritter
- Hermann Joseph Walser (1900–1978)[5]